# Cegléd
Cegléd (ungerskt uttal: [ˈt͡sɛɡleːd], tyska: Zieglet, kroatiska: Ceglid) är en stad och kommun i distriktet Cegléd i provinsen Pest i centrala Ungern. Kommunen har 36 391 invånare (2024), på en yta av 244,90 km².